# 三重交通伊勢営業所
三重交通伊勢営業所（みえこうつういせえいぎょうしょ）及び三重交通南部観光営業所（みえこうつうなんぶかんこうえいぎょうしょ）は、三重県伊勢市にある三重交通の営業所。神久車庫とも呼ばれる。伊勢市・鳥羽市と度会郡玉城町・度会町・南伊勢町を管内に持つ。
三交伊勢志摩交通の本社を併設する。

## 沿革
1944年（昭和19年）に三重交通が会社合併により発足した際、宇治山田市岩渕町にあった神都交通本社を宇治山田支社とした。その後、改称や移転を繰り返し、現在地（伊勢市神田久志本町）に伊勢営業所が移転したのは、1973年（昭和48年）のことである。
- 1944年（昭和19年）2月11日：宇治山田市岩渕町に三重交通宇治山田支社として発足。
- 1945年（昭和20年）10月22日：宇治山田現業事務所に改称。
- 1949年（昭和24年）3月10日：宇治山田営業所に改称。
- 1949年（昭和24年）12月10日：観光案内所を宇治山田市に設置。
- 1951年（昭和26年）6月16日：南部現業所に改称。
- 1953年（昭和28年）8月31日：南部現業所の乗用自動車部門を分離、三交タクシー（後の三交タクシー南部）を設立。
- 1954年（昭和29年）6月1日：南部営業所に改称。
- 1956年（昭和31年）5月1日：南部営業所を山田駅前に新築した三交会館に移転。
- 1959年（昭和34年）6月1日：南部支社に改称。
- 1959年（昭和34年）9月26日：伊勢湾台風により全線が不通となる。
- 1960年（昭和35年）12月5日：南部支社の下に伊勢営業所、伊勢貸切営業所等を新設。
- 1962年（昭和37年）1月18日：二見バスターミナルを新築。
- 1963年（昭和38年）2月1日：伊勢貸切営業所を伊勢観光バス営業所に改称。
- 1965年（昭和40年）4月1日：南部支社を伊勢地方営業部に改称。
- 1967年（昭和42年）9月1日：伊勢地方営業部を廃止し、伊勢営業所と伊勢観光バス営業所を本社直轄とする。
- 1968年（昭和43年）11月1日：伊勢営業所を宇治山田駅横の仮事務所に移転。
- 1969年（昭和44年）11月28日：伊勢市駅前に伊勢ターミナルビルを新築。
- 1971年（昭和46年）4月13日：鳥羽バスターミナルを新築。
- 1972年（昭和47年）9月30日：内宮前バス待合所を新築。
- 1973年（昭和48年）5月30日：伊勢営業所を伊勢市神田久志本町に新築。
- 1973年（昭和48年）11月10日：伊勢観光バス営業所を伊勢市岩渕町に新築。
- 1974年（昭和49年）12月27日：鳥羽バスターミナルを増築。
- 1979年（昭和54年）12月25日：伊勢観光バス営業所岩渕車庫を伊勢市神田久志本町に新築移転。
- 1983年（昭和58年）2月27日：勢田川拡張工事のため伊勢観光バス営業所を伊勢営業所に移転。伊勢観光案内所を同観光バス営業所跡地内に新築移転。
- 1983年（昭和58年）7月11日：伊勢観光バス営業所を廃止し、伊勢営業所に統合。
- 1983年（昭和58年）7月25日：伊勢営業所の小型車車検整備施設の設置工事が竣工。整備部、伊勢営業所で小型車車検整備事業を開始。
- 1985年（昭和60年）4月1日：宇治山田駅3階にバスターンテーブルを設置。
- 1986年（昭和61年）4月1日：伊勢営業所の観光自動車部門を分離、南部観光営業所を新設。
- 1993年（平成5年）6月23日：内宮前バス待合所を改築。
- 2000年（平成12年）7月3日：伊勢営業所内に三交伊勢志摩交通株式会社を設立。

## 営業所
- 所在地：〒516-0016 三重県伊勢市神田久志本町1500
- 保有車両数：乗合80台、貸切44台、貨物7台（2005年10月1日現在、伊勢営業所と南部観光営業所を合わせた台数）
- 三交伊勢志摩交通の本社を併設している。

## 現行路線

### 一般路線

#### 伊勢市内A線
- 01系統

往路：浦田町 - 猿田彦神社前 - 小田橋 - 伊勢赤十字病院
復路：伊勢赤十字病院 - 小田橋 - 猿田彦神社前 - 浦田町・内宮前（内宮前ゆきは浦田町を経由せず）
- 02系統

往路：浦田町 - 小田橋 - 上ノ社 - 論出口 - 徳川山 - 宮川中学前 - 旭ヶ丘 - 高倉山 - 論出 - 大倉うぐいす台 - 津村口 - 栄団地 - 大野木東 - 大野木 - コミュニティーセンター - 度会町役場前
復路：大倉うぐいす台 - 論出 - 上ノ社 - 論出口 - 徳川山 - 宮川中学前 - 旭ヶ丘 - 高倉山 - 上ノ社 - 小田橋 - 浦田町　　　

#### 大湊線
- 03系統：伊勢市駅前 - 吹上町 - （←宇治山田駅前） - 伊勢市駅北口 - 河崎町 - 桧尻 - （ララパーク） - 馬瀬 - 大湊
  - 昼間は60分毎の運行。
  - 吹上のJR参宮線の踏切近辺は右折禁止のため、伊勢市駅北口から吹上町へは宇治山田駅前を経由するが、吹上町から宇治山田駅前を経由して伊勢市駅北口へは運行できず吹上町から直接伊勢市駅北口へ行くルートとなる。神社線も同じルートとなる。
  - 以前は新道発着の運行もあった。新道行きは→伊勢市駅前→新道、新道発は、新道→一志町→外宮北口→伊勢市駅前→。

#### 神社線
- 04系統：伊勢市駅前 - 河崎町 - 桧尻 - ララパーク - 神社港 - 一色町
  - 昼間は60分毎の運行。
  - 以前は山田上口駅発着の運行もあった。 - 伊勢市駅前 - 尼辻 - 山田上口 - 山田上口駅、 - 伊勢市駅前 - 尼辻 - 新町 - 宮町駅前 - 山田上口駅。
  - 以前は宇治山田高校前発着の運行もあった。 宇治山田高校前行きは →伊勢市駅前→山田上口→宇治山田高校前、宇治山田高校前発は、宇治山田高校前→坂ノ社前→一志町→新道→伊勢市駅前→。
  - 以前は山田赤十字病院発着の運行もあった。

#### 伊勢市内B線
- 07系統

往路：イオン伊勢店 - 伊勢病院前 - 伊勢学園前 - 伊勢警察前 - 伊勢市駅前
往路：浦田町 - 伊勢病院前 - 伊勢学園前 - 伊勢警察前 - 伊勢市駅前 - 上ノ社 - 論出口 - 徳川山 - 宮川中学前 - 旭ケ丘 - 高倉山 - 論出 - 大倉うぐいす台
復路：大倉うぐいす台 - 論出 - 上ノ社 - 論出口 - 徳川山 - 宮川中学前 - 旭ケ丘 - 高倉山 - 上ノ社 - 伊勢市駅前 - 伊勢警察前 - 伊勢学園前 - 伊勢病院前 - イオン伊勢店 - 浦田町・内宮前（内宮前ゆきは浦田町を経由せず）
- 08系統

往路：浦田町 - 伊勢病院前 - 松尾観音 - 伊勢警察前 - 伊勢市駅前 - 上ノ社 - 論出口 - 徳川山 - 宮川中学前 - 旭ケ丘 - 高倉山 - 論出 - 大倉うぐいす台
復路：大倉うぐいす台 - 論出 - 上ノ社 - 論出口 - 徳川山 - 宮川中学前 - 旭ケ丘 - 高倉山 - 上ノ社 - 伊勢市駅前 - 伊勢警察前 - 松尾観音 - 伊勢病院前 - イオン伊勢店 - 浦田町

#### 土路今一色線
- 12系統[注釈 1]：土路 - 宮町駅東口 - 伊勢市駅前 - 宇治山田駅前 - 河崎町 - 汐合 - 今一色
  - 昼間は60分毎の運行。
  - 土路 → 伊勢市駅前のみの運行あり。
  - 吹上のJR参宮線の踏切近辺は右折禁止のため、宇治山田駅前から直接伊勢市駅北口へ行くルートはとれず、商工会議所の前の道をまわり再び吹上町を経由して伊勢市駅北口へ行くルートとなる。伊勢鳥羽線も同じルートとなる。

#### 中川線
- 25系統[注釈 1]：山商前 - 伊勢市駅前 - グッディ前 -（度会町役場前） - 田間・上田口 - 注連指（しめさす）
- 26系統[注釈 1]：山商前 - 伊勢市駅前 - グッディ前 -（度会町役場前）- 川口 - 中村
  - 25系統、26系統とも通常は伊勢市駅前発着である。また度会町役場前発着の場合あり。
  - 25系統、26系統とも度会町役場前を経由しない便がある。

#### 伊勢南島線
- 31系統[注釈 1]：イオン伊勢店 - 伊勢病院前 - 山商口 - 宇治山田駅前 - 伊勢市駅前 - 辻久留町 - 大倉うぐいす台 - 土場 - 川口 - 中村 - 南島道方（⇔古和）
- 31系統：イオン伊勢店 - 伊勢病院前 - 伊勢学園前 - 伊勢市駅前 - 辻久留町 - 大倉うぐいす台 - 円座 - 大野木東 - 大野木 - 度会町役場前 - 内城田大橋 - 中村 - 南島道方
- 31系統：＜急行＞ （古和→）南島道方→中村→（この間通過）→大倉うぐいす台→（この間通過）→フリー辻久留二丁目→（この間通過）→宇治山田高校前 →（この間通過）→宮町→（この間通過）→伊勢市駅前→伊勢病院前（朝1便のみ運行）
- 31系統：＜準急＞中村→土場→大倉うぐいす台→（この間通過）→フリー辻久留二丁目→（この間通過）→宇治山田高校前 →（この間通過）→宮町→（この間通過）→伊勢市駅前→伊勢病院前（朝1便のみ運行）
  - 以前は南島町方面へも路線を延ばしていたが、2002年4月以降、道方 - 阿曽浦 - 神前 - 古和 - 南島棚橋は南島町営バス（現南伊勢町営バス）として運行されるようになった。ただし運行は三重交通が受託しているため、1日3.5往復、伊勢市方面との直行便も運行されている。

#### 伊勢鳥羽線
- 41系統：伊勢市駅前 - 宇治山田駅前 - 河崎町 - 夫婦岩東口 - 商船学校前 - 鳥羽
- xx系統：商船学校前 - 鳥羽
  - 2009年10月1日 伊勢・安土桃山文化村経由系統廃止

#### 二見サンアリーナ線

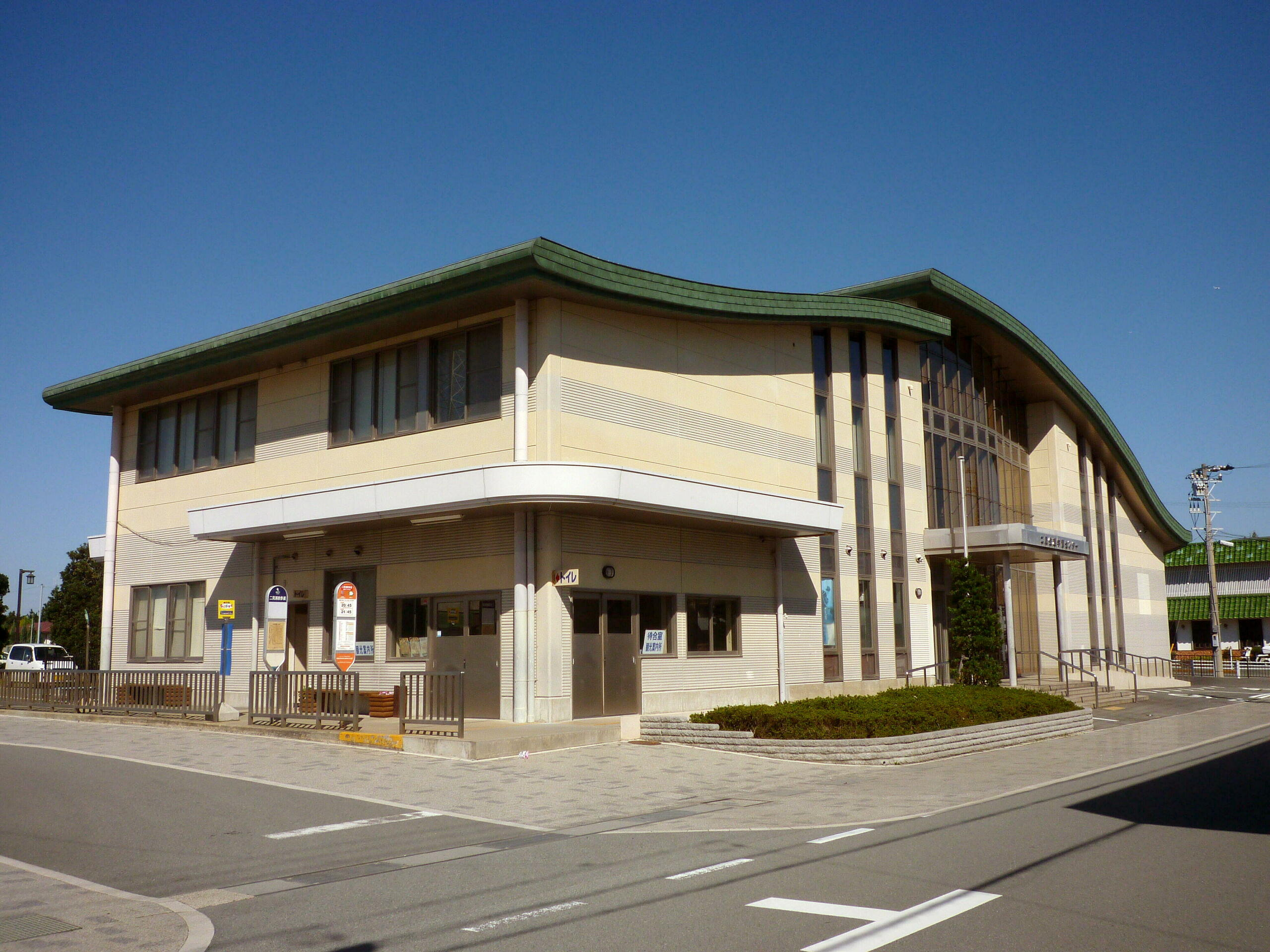
二見浦表参道バス停留所（伊勢市二見生涯学習センター）。かつては三重交通の研修センター（1991年6月20日竣工）であった。

- 44系統：五十鈴川駅前 - イオン伊勢店 - 伊勢病院前 - サンアリーナ - 光の街中央 - 二見浦表参道 - 夫婦岩東口
  - 伊勢病院前に停車しない場合あり。
- 44系統：光の街中央 - 二見浦表参道（直行）
- 44系統：二見浦表参道 - 夫婦岩東口（直行）
  - 1997年4月1日：五十鈴川駅前 - サンアリーナ間の路線を新設する。

#### 外宮内宮線
伊勢神宮の内宮と外宮、伊勢市中心部各駅を結ぶ路線で、経路違いで2系統ある。混雑の状況によっては随時臨時便が増発される。
2013年の式年遷宮に合わせて登場した神都バス と2014年に登場した電気バスは当系統限定で運用される。
- 51系統＜特急＞：内宮前 → 神宮会館前 → 猿田彦神社前 → 伊勢市駅前 → 外宮前 → 五十鈴川駅前 → 内宮前
  - 上記以外の停留所は通過。
  - 連節バス「神都ライナー」を新規導入[4]。2020年12月19日からプレ運行[5]、2021年4月1日から定期運行開始[6]。
- 51系統：内宮前 → 五十鈴川駅前 → 神宮徴古館前 → 宇治山田駅前・伊勢市駅前 → 外宮前 → 神宮徴古館前 → 五十鈴川駅 → 内宮前
  - 内宮前 - 宇治山田駅前間および伊勢市駅前 → 内宮前の運行あり。
- 55系統：内宮前 → 庁舎前 → 外宮前 → 宇治山田駅前 → 伊勢市駅前 → 外宮前 → 庁舎前 → 内宮前

### 高速路線
- 東京高速線（鳥羽線）
  - 大宮駅・池袋駅 - 伊勢市駅前・鳥羽バスセンター　【西武観光バス・三交伊勢志摩交通】

## 受託路線

### コミュニティバス
- 伊勢市コミュニティバス「おかげバス」
- かもめバス（鳥羽市営路線バス） 2009年10月1日運行開始
- 南伊勢町営バス（旧南島町を運行する路線を担当）

## 廃止・撤退路線

### 前山線

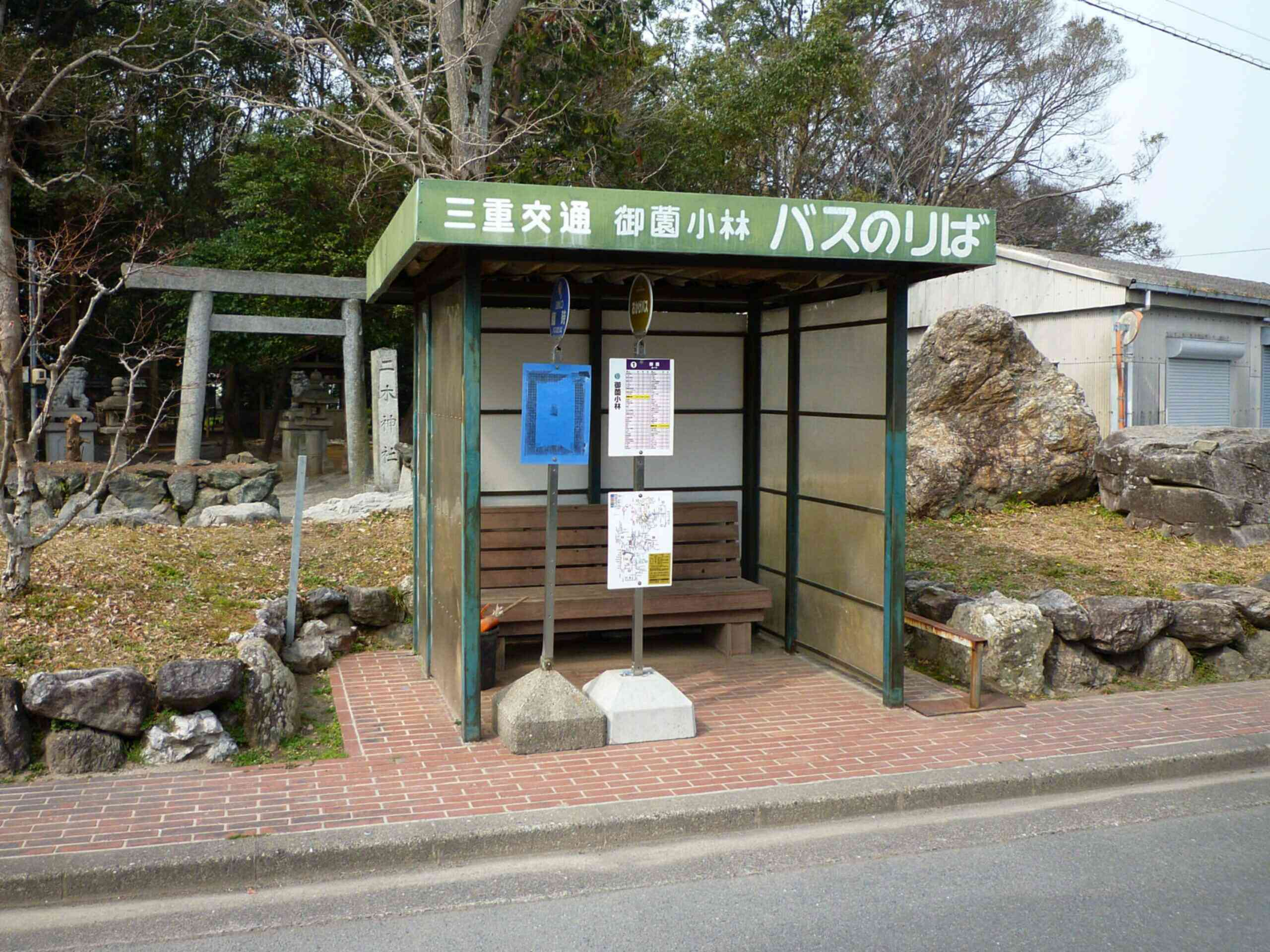
御薗小林バスのりば

- 05系統：御薗小林（みそのおはやし） - 養草寺前 - 河崎町 - 伊勢市駅前 - 宮崎文庫前 - 庁舎前 - 宮山小学校前 - 前山 - ふじが丘口 - 休暇センター
- 05系統：御薗小林 - 養草寺前 - 河崎町 - 伊勢市駅前 - 宮崎文庫前 - 庁舎前 - 宮山小学校前 - 前山 - ふじが丘口
  - 1963年5月15日：伊勢市駅前 - 前山で運行開始[7][8]。
  - 1979年4月17日：前山 - 国民休暇センターの運行開始[9]。
  - 1987年1月15日：御薗小林 - 伊勢市駅前の運行開始[10]
  - 1995年10月1日：御薗小林 - 伊勢市駅前の運行廃止[11]。
  - 晩年は伊勢市駅前 - ふじが丘口 ・ 休暇センターのみ運行で、1998年から1999年頃に廃止。御薗小林方面は伊勢市コミュニティバス「おかげバス」御薗ルート、藤里団地・ふじが丘方面は伊勢市コミュニティバス「おかげバス」辻久留・藤里ルートでそれぞれ代替。

### 伊勢市内線
- 01系統：浦田町 - 猿田彦神社前 - 小田橋 - 宇治山田駅前 -伊勢市駅前 - 八日市場 - 辻久留町 - 論出 - 大倉うぐいす台
- 02系統：浦田町 - 猿田彦神社前 - 小田橋 - 宇治山田駅前 -伊勢市駅前 - 尼辻 - 上ノ社 - 宮川中学前

### 有滝今一色線
- 11系統：有滝 - 豊浜大橋 - 日赤前 - 伊勢市駅前 - 宇治山田駅前（有滝方向のみ） - 河崎町 - 通り口 - 一色大橋
- 11系統：有滝 - 豊浜大橋 - 日赤前 - 伊勢市駅前 - 宇治山田駅前（有滝方向のみ） - 河崎町 - 通り口 - 今一色
- 12系統：土路 - 豊浜大橋 - 日赤前 - 伊勢市駅前 - 宇治山田駅前（土路方向のみ） - 河崎町 - 通り口 - 今一色
- 12系統：土路 - 豊浜大橋 - 日赤前 - 伊勢市駅前 - 宇治山田駅前（土路方向のみ） - 河崎町 - 通り口 - 一色大橋

### 有滝線
- 13系統：ジャスコ新伊勢店 - 山商口 - いせトピア - 宇治山田駅前 - 伊勢市駅前 - 宮川駅前 - 野依 - 有滝（路線譲渡時の経路）
  - 1999年4月1日 いせトピアへの乗り入れ開始。
  - 2000年10月20日 三交伊勢志摩交通へ路線譲渡。

### 伊勢大淀線
- 21系統：伊勢病院前 - 伊勢市駅前 - 小俣総合支所前（小俣町役場前）- 明野駅前 -  村松 - 山大淀
- 21系統：山商前 - 伊勢市駅前 - 小俣総合支所前（小俣町役場前）- 明野駅前 -  村松 - 山大淀
- 21系統：伊勢病院前 - 伊勢市駅前 - 小俣役場前 - 明野駅前 - 村松 - 北浜支所前
- 21系統：山商前 - 伊勢市駅前 - 小俣役場前 - 明野駅前 - 村松- 北浜支所前
- 22系統：伊勢病院前 - 伊勢市駅前 - 小俣役場前 - 明野駅前 - 明野高校前 - 飛行場前 - 村松- 山大淀
- 22系統：伊勢病院前 - 伊勢市駅前 - 小俣役場前 - 明野駅前 - 明野高校前 - 飛行場前 - 山大淀（村松経由せず）
- 22系統：山商前 - 伊勢市駅前 - 小俣役場前 - 明野駅前 - 明野高校前 - 飛行場前 - 山大淀（村松経由せず）
  - 2009年4月1日廃止。一部のルートは伊勢市コミュニティバス「おかげバス」明野ルートで代替。

### 栃原線
- 23系統：山商前 - 伊勢市駅前 - 野篠 - 野中 - 西相鹿瀬 - 柳原観音前 - 栃原駅前
- 23系統：伊勢市駅前 - 城田団地前 - 玉城局前 - 上土羽口
- 24系統：伊勢市駅前 - 幸ノ神神社前 - 野中 - 西相鹿瀬- 柳原観音前 - 栃原駅前

### 玉城線
- 23系統：伊勢市駅 - 宮町 - 度会橋 - 上地 - 田丸駅前 - 玉城町役場前
  - 1997年4月1日 野中線（伊勢市駅前 - 玉城町役場前 - 多気町野中）の玉城町役場前 - 多気町野中間を廃止、玉城線と改称。
  - 2000年10月20日 三交伊勢志摩交通へ路線譲渡。

### 南島線
- 31系統：大江（回転地）- 道方口・道方（回転地）- 南中前 - 神前 - （村山口）
- 32系統：大江（回転地）- 道方口・道方（回転地）- 南中前 - 阿曽浦 - 南中前 - 神前 - （村山口）
- 33系統：大江 - 道行口 - 道方 - 東宮
  - 33系統廃止ののち、伊勢南島線の区間運転の路線に道方口 - 大江（回転地）を新設したが、再び廃止になり道方（回転地）発着となった。
  - 神前バス停はかつて旧南島町役場北隣にあったが、村山口 - 神前間が廃止となり、村山口バス停が神前に呼称が変更となり、神前浦港湾工事完了ののち現在の神前バス停が新設され、村山口バス停の呼称は元に戻った。その名残でバス停の行き先やバスの方向幕が神前ゆきであっても村山口まで運行された。
  - 伊勢南島線、南島線で阿曽浦経由ならびに阿曽浦発着便は32系統として31系統と区別されていたが、のちに31系統に統一された。
  - 伊勢市方面と旧南島町を結ぶ路線を伊勢南島線、旧南島町内のみの運行を南島線と呼称していたが、伊勢南島線も南島線と呼称されることもあるため厳密な区別はない。

### 柏崎線
- 34系統：神前 - 方座 - 小方 - 栃木 - 古和 - 竹山 - 新桑 - 棚橋
  - 35系統の区間便に相当する。国道260号線の改良に伴い、経路変更ののち伊勢南島線に統合。
- 35系統：神前 - 方座 - 小方 - 栃木 - 古和 - 竹山 - 新桑 - 棚橋 - 羽下 - 大平山 - 宮前橋（南紀特急紀勢町柏崎） - 柏崎中学前 - 柏崎駅前
  - 一時期路線が廃止されていたが、南伊勢町営バスの路線として復活している。詳細は当該項を参照。
- 35系統：錦 - 高岡 - 羽下 - 大平山 - 宮前橋（南紀特急紀勢町柏崎） - 柏崎中学前 - 柏崎駅前
  - 現在、大紀町公共交通「Cバス」として運行
  - この路線はフリーバスとして、バス停以外の場所で自由に乗降可能であった。バス停以外の場所で乗車する場合は手をあげ、降車する場合は運転手にリクエストし、安全確認ののち停車する方式であった。

### 沼木線
- 36系統：伊勢市駅前 - 辻久留町 - 大倉うぐいす台 - 津村 - 沼木中学校前 - 横輪口 - 床ノ木（いすのき）
  - 沼木中学校前 - 床ノ木間の区間便の運行もあった。
  - 津村 - 床ノ木間はフリーバスとして、バス停以外の場所で自由に乗降可能であった。
  - 2014年5月1日廃止。沼木地区と度会町内城田地区（グッディ等）を連絡する沼木バスが代替交通機関となった。
  - 広域農道（現サニーロード）開通に伴い伊勢市方面と旧南勢町を結ぶ路線（志摩営業所管内）の伊勢五ヶ所線がサニー急行線（宇治山田駅前 - 伊勢市駅前 - 山田上口 - 津村 - 上野 - 横輪口 - 五ヶ所 - 南勢地区各地・磯部バスセンター）に変更となり、横輪口 - 伊勢市駅前間は沼木線とサニー急行線でほとんど同じ経路となった。そのため、実質的には路線末端部の横輪口 - 床ノ木間の廃止となった。

### 伊勢鳥羽線
- 40系統：度会橋 - 山田上口 - 伊勢市駅前 - 外宮前 - 宇治山田駅前 - 前田古市口 - 浜郷小学校前・山商口 - 通り口 - 山田原 - 二見 - 松下 - 鳥羽 - 松尾
- 40系統：山田赤十字病院 - 尼辻 - 伊勢市駅前 - 外宮前 - 宇治山田駅前 - 前田古市口 - 山商口 - 通り口 - 山田原 - 二見 - 松下 - 鳥羽
- 41系統：山田赤十字病院 - 尼辻 - 伊勢市駅前 - 外宮前 - 宇治山田駅前 - 前田古市口 - 浜郷小学校前 - 通り口 - 山田原 - 二見 - 松下 - 鳥羽
- 40系統：伊勢市駅前 - 宇治山田駅前 - 河崎町 - 伊勢・安土桃山文化村 - 夫婦岩東口 - 商船学校前 - 鳥羽
  - 2009年10月1日 伊勢・安土桃山文化村経由廃止。
- 41系統：伊勢市駅前 - 宇治山田駅前 - 河崎町 - 光の街中央 - 夫婦岩東口 - 商船学校前 - 鳥羽
  - 1999年から2000年頃、光の街中央経由廃止。

### 二見外宮循環線
- 41系統：二見→山田原→浜郷小学校前→河崎百五前→伊勢市駅北口→宇治山田駅前→吹上町→伊勢市駅前→外宮前→商工会議所前→吹上町→伊勢市駅北口→河崎百五前→浜郷小学校前→山田原→二見

### 二見内宮線
- 42系統：内宮前 - 猿田彦神社前 - 北中村 - 楠部口 - 松尾観音前 - 浜郷小学校前 - 山田原 - 二見 - 夫婦岩東口
- 43系統：内宮前 - 猿田彦神社前 - 徴古館前 - 前田古市口 - 神久町 - 浜郷小学校前 - 山田原 - 二見 - 夫婦岩東口
- 44系統：内宮前 - 猿田彦神社前 - 伊勢病院前 - 通り口 - 山田原 - 二見

### スカイライン特急線
- 50系統：伊勢市駅前＝宇治山田駅前＝内宮前＝浦田町＝金剛正寺前＝朝熊山上公苑＝鳥羽
  - 上記以外の停留所は通過。

### 高麗広線
- 52系統：宇治山田駅前 - 内宮前 - 高麗広（こうらいびろ）

### 朝熊線
- 53系統：伊勢市駅前 - 宇治山田駅前 - 伊勢病院西口 - 楠部 - 朝熊町
- 53系統：伊勢病院前またはジャスコ新伊勢店 - 五十鈴川駅 - 楠部 - 朝熊町
  - 2007年4月1日廃止。

### 内宮今一色線
- 54系統：内宮前 - 滝倉 - つづみが丘 - 庁舎前 - 外宮前 - 伊勢市駅前 - 宇治山田駅前 - 伊勢市駅北口 - 伊勢病院前 - 川崎町東 - 浜郷小学校前 - 通り口 - 一色町・今一色

### 国崎線
- 21系統：鳥羽 - 鳥羽水族館前（鳥羽市役所前） - 中之郷桟橋 - 船津 - 松尾 - 相差 - 国崎（くざき）
  - 以前は三重交通の営業路線であったが、2007年から廃止代替自主運行路線として鳥羽市が運行を委託していた。
  - 2009年10月1日、かもめバス（鳥羽市営路線バス）へ転換[12]

### 鳥羽市内線
- 31系統：小浜 - 鳥羽 - 鳥羽水族館前 - 中之郷桟橋 - 保健福祉センター - 大潟 - 安楽島（あらしま）
  - 鳥羽 - 安楽島間のみの運行あり。
- 32系統：鳥羽 - 鳥羽水族館前 - 中之郷桟橋 - 保健福祉センター - 鳥羽小涌園
- 33系統：鳥羽 - 鳥羽水族館前 - 中之郷桟橋 - 保健福祉センター - かんぽの宿鳥羽 - 鳥羽シーサイドホテル - 鳥羽小涌園
  - 鳥羽シーサイドホテルを経由しない便もあり。また、かんぽの宿鳥羽止まりの便もあった。
  - 以前は三重交通の営業路線であったが、2007年から廃止代替自主運行路線として鳥羽市が運行を委託していた。
  - 2009年10月1日、かもめバス（鳥羽市営路線バス）へ転換[12]

### コミュニティバス
鳥羽小学校・ひだまり線（テスト運行）
- 2009年10月1日 かもめバス（鳥羽市営路線バス）へ転換[12]

### 福岡高速線
お伊勢さんEXPRESS福岡号： 福岡天神・博多・小倉駅 - 伊勢市駅前・鳥羽バスセンター　【単独運行】（繁忙期以外は、三重発が木・金・土、福岡発が金・土・日で運行）
- 以前は西鉄高速バスも運行していた。

### 京都伊勢線
- 京都駅八条口（ホテル京阪前）・五条京阪（京阪清水五条駅） - 土山バスストップ - 内宮前・外宮前・伊勢市駅前・伊勢営業所
- 2014年3月31日をもって運行終了。

路線沿革
- 2008年10月25日： 伊勢市方面への路線運行を開始。近鉄バス（京都営業所）・京阪バス（洛南営業所）共同運行。
- 2010年4月 1日： 伊勢市方面1日4往復から2往復に減便し、三重交通単独運行となる。
- 2014年 3月31日： 伊勢方面の運行を終了。

利用状況
- 伊勢系統については、2008年10月の運行開始から2009年末までに約1.4万人（1日平均約33人）が利用したが、採算ラインの1日平均100人に達しないことなどにより、2010年4月1日から1日2往復に減便、三重交通単独で運行することとなった。

### 松阪伊勢線
- 20系統：伊勢病院前-山商口-宇治山田駅前 - 伊勢市駅前 - 度会橋 - 千引神社前 - 世古 - 早馬瀬口-上櫛田-松阪木協前-松阪駅前
  - 廃止時は平日は約120分毎で7往復、土日祝日は約180分毎で5往復の運行だった。
  - 2008年4月1日：早馬瀬口 - 松阪駅前間の運行が廃止。
  - 2012年10月1日：宇治山田駅前 - 世古間のみの運行が廃止。
  - 2019年9月30日、全線廃止。伊勢市駅前 - 千引神社前は、三交伊勢志摩交通玉城線と統合し、伊勢玉城線として存続。

## 車両

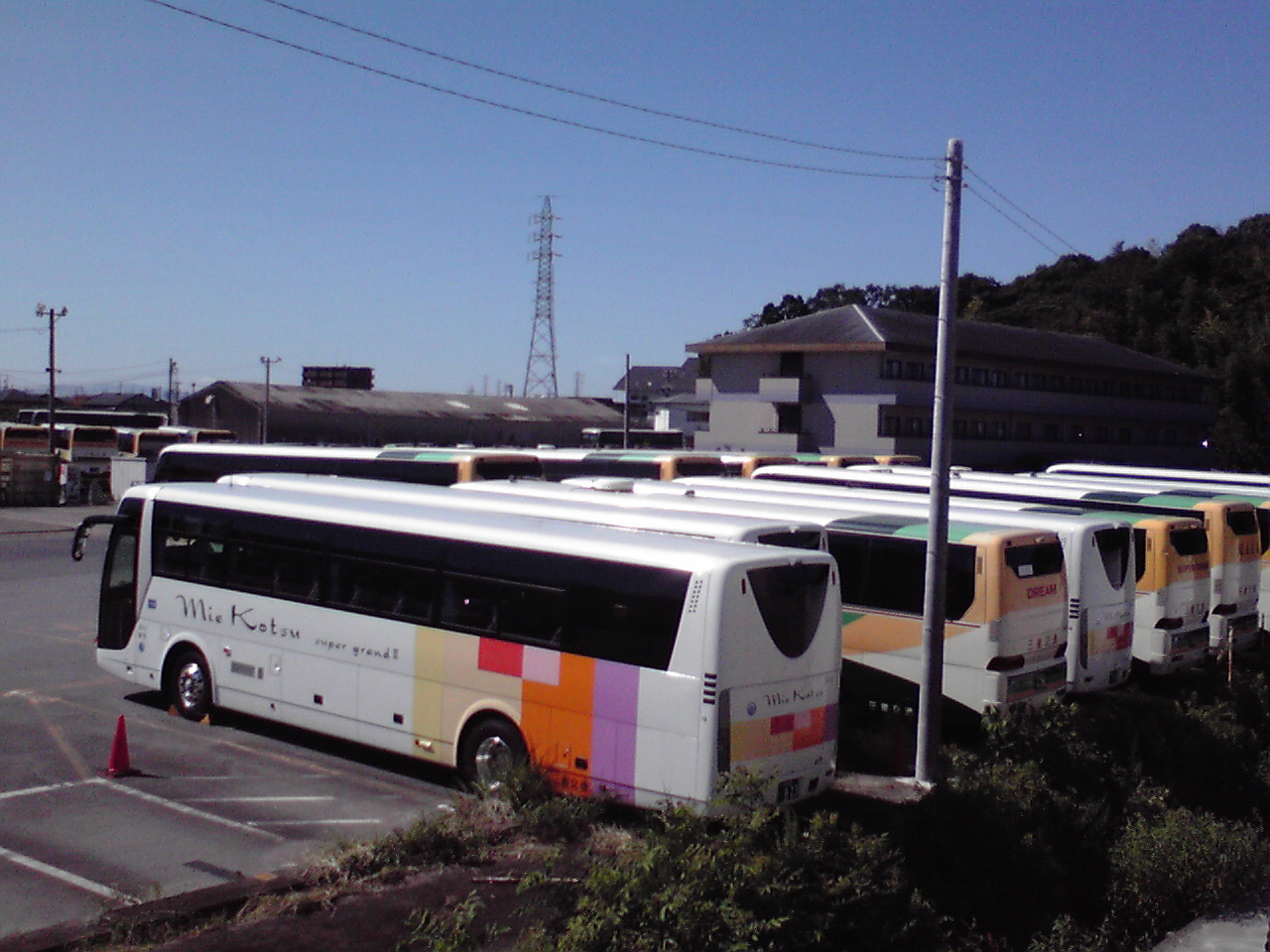
伊勢営業所所属のバス

ほとんどの車両がいすゞ車である。いすゞ・エルガといすゞ・エルガミオのノンステップ・ワンステップ車の導入によるバリアフリー化も進んでいる。
式年遷宮に合わせて登場した神都バスとポケットモンスターのでんきタイプのモンスターをあしらった電気バス、ならびにミジュマルをラッピングしたいすゞ・エルガミオと日野・ポンチョは当営業所に所属している。
大半の車両のナンバープレートが三重ナンバーであるが、2020年5月以降に登録された車両は伊勢志摩ナンバーとなる。
当営業所に1966年に配属され、その後桑名、熊野を経て1984年まで再び当営業所で運用した後
、松阪で定期観光バスに使用し、1992年に除籍したボンネットバス「いすゞ・BXD30」（定員47名）は、その後2003年に日本バス友の会に譲渡され、関連団体であるNPOバス保存会（茨城県つくば市、鈴木文彦理事長）が茨城県石岡市にて動態保存している。自家用ナンバーを取得し公道走行も可能な状態であり、映画『フラガール』（2006年）の撮影や各地のイベントにも貸し出されている。2022年11月12日・13日には38年ぶりの里帰りとして伊勢市内にて同市のバス利用促進事業の一環で伊勢市駅や宇治山田駅と商業施設との間で無料運行を行う。同車は2024年に開催された三重交通グループ感謝祭でも展示された。